# Корисні копалини Ємену
Корисні копалини Ємену
Основні корисні копалини країни: поліметалічні руди, нафта, природний газ, золото і срібло, зал. руда, мідь, кобальт, нікель, цинк і свинець, кухонна сіль, виробні камені та інш. (табл.).
Таблиця. — Основні корисні копалини Ємену станом на 1998-1999 рр.
| Корисні копалини               | Запаси       | Запаси   | Вміст корисного компоненту в рудах, % | Частка у світі, % |
| Корисні копалини               | Підтверджені | Загальні | Вміст корисного компоненту в рудах, % | Частка у світі, % |
| Золото, т                      | 10           | 23       | до 14 г/т                             |                   |
| Мідь, тис. т                   | 15           | 60       | 0,35 (Cu)                             |                   |
| Нафта, млн т                   | 425          | 535      |                                       | 0,3               |
| Природний горючий газ, млрд м3 | 480          |          |                                       | 0,3               |
| Залізна руда, млн т            |              | 762      |                                       |                   |
| Свинець, тис. т                | 80           | 200      | 2 (Pb)                                | 0,1               |
| Срібло, т                      | 500          | 700      | 130 г/т                               | 0,1               |
| Цинк, тис. т                   | 600          |          | 16 (Zn)                               | 0,2               |